# Anya, la muchacha de la nieve
Anya, la muchacha de la nieva (世界名作童話 森は生きている Sekai Meisaku Dōwa Mori wa Ikiteiru?, en ruso: Двенадцать месяцев, Dvenadtsat mesyatsev) es un largometraje animado de 1980 dirigida por Yugo Serikawa, Kimio Yabuki y Tetsuo Imazawa, producido por Toei Animation de Japón en colaboración con Soyuzmultfilm de la Unión Soviética. Está basado en el cuento del mismo nombre escrito por Samuil Marshak. La música fue compuesta por Vladimir Ivanovich Krivtsov (Владимир Иванович Кривцов) e interpretada por la Filarmónica Nacional de Leningrado, bajo la dirección de A. S. Dmitriev.

## Sinopsis
Una joven y malcriada reina ofrece una alta recompensa (monedas de oro) a quien encuentre flores de los galantos, las cuales florecen en primavera, en el día de Año Nuevo. Una mujer gruñona desea obtener la recompensa y, para ello, en vez de mandar a su hija, manda a su hijastra Anya al bosque durante una tormenta invernal en busca de los galantos, diciéndole que no regrese a casa sin las flores. Aunque Anya se niega, es echada de la casa y cae inconsciente en la mitad del bosque debido al frío. Un rato después despierta y vislumbra a lo lejos un fuego. Al acercarse, ve que alrededor hay doce espíritus, que se revelan como los doce meses. Cuando Anya da a conocer su historia, sienten compasión por ella. Usando sus poderes para traer a la primavera temporalmente y dejar que las flores florezcan y sean recogidas. Los espíritus le piden a Anya que guarde el secreto de dónde y cómo consiguió las flores. Agradecida, Anya vuelve a su casa con los galantos, que son entregados a la reina; aunque la joven soberana, insatisfecha, quiere saber la procedencia de los galantos.

## Reparto
- Anya:  Shinobu Otake (japonés) /Svetlana Stepchenko (ruso)
- Reina: Ai Kanzaki (japonés) /Irina Cartashyova (ruso)
- Madrastra: Tokuko Sugiyama (japonés) /Anatoliy Barantsev (ruso)
- Hija de la madrastra: Mariko Mukai (japonés) /Klara Rumyanova (ruso)
- Profesor de la reina: Ichirō Nagai (japonés) /Igor Taradaykin (ruso)
- Primer ministro: Masashi Amenomori (japonés)
- Oficial: Daisuke Ryu (japonés)
- Enero: Kiyoshi Kobayashi (japonés) /Boris Novicov (ruso)
- Abril:  Katsuji Mori (japonés) /Alexander Vigdorov (ruso)
- Soldado: Masato Yamanouchi (japonés)
- Soldado joven: Koji Yakusho (japonés)
- Voz adicional: Hidekatsu Shibata (japonés)
- Febrero: Vsevolod Abdulov (ruso)
- Marzo: Sergei Yursky (ruso)
- Mayo: Yuriy Menshagin (ruso)
- Junio: Mikhail Kononov (ruso)
- Julio: Alexander Voevodin (ruso)
- Agosto: Evgeniy Revenko (ruso)
- Septiembre: Yuriy Malyarov (ruso)
- Octubre: Dmitriy Polonskiy (ruso)
- Noviembre: Igor Yasulovich (ruso)
- Diciembre: Yuriy Sarantsev (ruso)